# Synchiropus orientalis
Synchiropus orientalis là một loài cá biển thuộc chi Cá đàn lia gai (Synchiropus) trong họ Cá đàn lia. Loài này được mô tả lần đầu tiên vào năm 1801.

## Phân bố và môi trường sống
S. orientalis có phạm vi phân bố ở Ấn Độ Dương.